# Хуан Карлос Лоустау
Хуан Карлос Лоустау (ісп. Juan Carlos Loustau, 13 липня 1947) — аргентинський футбольний арбітр. Арбітр ФІФА з 1982 по 1993 рік.

## Кар'єра
За професією комерційний агент, він був одним з найкращих арбітрів Південної Америки в кінці 1980-х — початку 1990-х років, про що свідчить той факт, що двічі (1989 і 1992) він був названий найкращим арбітром в Латинській Америці згідно з щорічним рейтингом, складеним IFFHS (і навіть в 1992 році фінішував на другому місці в світовому рейтингу, поступаючись лише німцю Арону Шмідгуберу).
Дебютував як головний арбітр в аргентинській Примеріи в 1979 році, вже в 1981 році отримав статус міжнародного арбітра ФІФА. Першим міжнародним турніром для Лоустау став Кубок Америки 1983 року, на якому він відсудив півфінал Бразилія — Парагвай. В подальшому він ще працював на турнірах 1989 та 1991 років, на другому з яких відсудив вирішальний матч у фінальному раунді між Бразилією та Чилі, який чилійці програли 0:2 і втратили шанс вперше в історії стати континентальним чемпіоном, пропустивши вперед аргентинців.
Також судив на чемпіонаті світу з футболу до 20 років у 1987 році в Чилі, де обслужив 3 гри, включаючи фінал між Югославією та Західною Німеччиною.
У 1988 році він був арбітром футбольного турніру сеульської Олімпіади, зокрема відсудивши матч за бронзові медалі між Італією та Західною Німеччиною .
Нарешті, у 1990 році він отримав найвище досягнення: Лоустау був обраний серед арбітрів на чемпіонат світу в Італії, де крім матчів групового етапу Коста-Рика — Шотландія та Бельгія — Іспанія, він працював на матчі 1/8 фіналу між Західною Німеччиною та Голландією, під час якого вилучив німця Руді Феллера та голландця Франка Райкарда (першого за грубий фол, а другого за плювок в опонента). Того ж року він також був призначений на фінал Кубка Лібертадорес «Олімпія» — «Барселона» .
У 1992 році отримав честь відсудити Міжконтинентальний кубок в Токіо між «Барселоною» та «Сан-Паулу» (1:2).
Міжнародну кар'єру завершив 1993 року через вікові обмеження, тоді як на національній арені продовжував арбітраж до 1994 року. У 1996 році ФІФА присудила йому престижну спеціальну премію FIFA. ,
Син Хуана Карлоса, Патрісіо Лоустау, також став арбітром ФІФА